# Arrondissement Louhans
Louhans is een arrondissement van het Franse departement Saône-et-Loire in de regio Bourgogne-Franche-Comté. De onderprefectuur is Louhans.

## Kantons
Het arrondissement was tot 2014 samengesteld uit de volgende kantons:
- Kanton Beaurepaire-en-Bresse
- Kanton Cuiseaux
- Kanton Cuisery
- Kanton Louhans
- Kanton Montpont-en-Bresse
- Kanton Montret
- Kanton Pierre-de-Bresse
- Kanton Saint-Germain-du-Bois

Na de herindeling van de kantons bij decreet van 18 februari 2014, met uitwerking op 22 maart 2015, zijn dat :
- Kanton Cuiseaux ( deel 26/28 )
- Kanton Louhans
- Kanton Pierre-de-Bresse